# Chiesa di Sant'Andrea Apostolo (Ventasso)
La chiesa di Sant'Andrea Apostolo è la parrocchiale di Ligonchio, comune autonomo fino al 2016 e poi frazione del comune sparso di Ventasso, in provincia di Reggio Emilia e diocesi di Reggio Emilia-Guastalla; fa parte del vicariato della Montagna.

## Storia
La prima citazione di una cappella a Ligonchio risale al 1313.
In un inventario datato 1573 si legge che nel frattempo la chiesa era stata riedificata, in paese, in una posizione che fosse più comoda per i fedeli; risultava che sul lato sud sorgevano la torre campanaria e la casa canonica, mentre su quello nord la sagrestia.
Come testimoniato da una lapide posta in controfacciata, nel 1594 la struttura, dal momento che versava in misere condizioni, per volere dell'allora rettore don Basilio Bosi di Piolo fu oggetto di un intervento di restauro, che comportò, tra l'altro, il rifacimento del tetto.
Inoltre, nel 1616 don Bartolomeo Maestri fece costruire la porta laterale, mentre nel 1625 fece realizzare pure il portale maggiore, in pietra.
Nel Settecento l'edificio subì diverse ristrutturazione e modifiche, finanziate dalla Confraternita della Pia Opera delle Anime Purganti, la quale nel 1775 fece erigere un altare nella chiesa; già sul finire di quel secolo, però, con la scomparsa della confraternita, anche dell'altare si persero le tracce.
Il terremoto del 1920 danneggiò gravemente la chiesa, che negli anni trenta dovette pertanto venir riedificata.
La struttura, lesionata durante la seconda guerra mondiale, fu restaurata negli anni cinquanta e sessanta.

## Descrizione

### Facciata
La facciata della chiesa è scandita da due lesene laterali sorreggenti il timpano triangolare caratterizzato da una cornice modanata.
Al centro s'apre il portale d'ingresso, sopra il quale vi sono una targa recante la scritta Templum hoc divo Andreae dicatum ruinis minans elebente saeculo XVI sublatum nunc fere dirutum in meliore formam redactum anno 1893 impensis et labore populi terraemoto ruitum anno 1923 restauratum fuit e una finestra quadrilobata.

### Interno
L'interno è ad un'unica navata voltata a botte sulla quale s'affacciano le due cappelle laterali; le pareti presentano delle paraste sopra le quali s'impostano degli archi a tutto sesto che vanno a scandire la volta.

L'aula termina con il presbiterio, sopraelevato di due scalini ed introdotto da una balaustra; qui è posto l'altare maggiore.